# Australisk kungspapegoja
Australisk kungspapegoja (Alisterus scapularis) är en fågel i familjen östpapegojor inom ordningen papegojfåglar.

## Utseende och läte
Australisk kungspapegoja är en kraftig färgglad papegoja. Båda könen har grön ovansida och orangeröd buk. Hanen är orangeröd även på huvud och bröst. Ungfågeln är smaragdgrön. Lätet är ett högljutt genomträngande metalliskt gnisslande ljud.

## Utbredning och systematik
Den australiska kungspapegojan delas in i två underarter:
- A. s. minor – förekommer i norra Australien (nordöstra Queensland).
- A. s. scapularis – förekommer vid kusten i östra Australien (från norra Queensland till södra Victoria).

## Levnadssätt
Australisk kungspapegoja hittas i skogslandskap och trädgårdar. Den födosöker i fruktbärande träd och ses ofta vid fågelmatningar.

## Status och hot
Arten har ett stort utbredningsområde, men tros minska i antal, dock inte tillräckligt kraftigt för att den ska betraktas som hotad. Internationella naturvårdsunionen IUCN listar arten som livskraftig (LC).